# 北條時宗 (大河劇)
北條時宗（日语：／ Hōjō Tokimune）是NHK於2001年製播的大河劇，播出期間是2001年1月7日 - 12月9日（12月16・23日播出總集篇），全49回。本劇曾到中國與蒙古拍攝、取景。劇中將現代反戰和平主義帶入而遭到批評。而在歷史上被時宗討伐而死的兄長時輔，在劇中也被延長壽命，描述他後來逃亡到蒙古，而這樣的設定則引來正反兩面的評價。由和泉元彌主演。

## 製作人員
- 原作　高橋克彥《時宗》
- 脚本　井上由美子
- 制作統括　阿部康彥
- 導演　吉村芳之、吉川邦夫、渡邊良雄、城谷厚司、吉田浩樹、真鍋齋、勝田夏子、松浦善之助
- 音樂　栗山和樹
- 時代考証：杉山正明
- 中方制作协调：张加贝李岳林
- 取景地：福岡縣福岡市、長崎縣長崎市、岩手縣江刺市、內蒙古电影制片厂、无锡中视影视基地股份有限公司（又名无锡影视基地）

## 演员
- 北條時宗…小池城太朗→淺利陽介→和泉元彌：鎌倉幕府第8代執權
- 北條時輔…太田光輝→東海孝之助→崎本大海→渡部篤郎：時宗的異母兄，六波羅探題南方（和史實不同的是變得長壽）
- 北條時賴…渡邊謙：鎌倉幕府第5代執權
- 涼子…淺野溫子：時賴之妻，時宗・宗政之母
- 毛利季光…高橋英樹：時宗外祖父，涼子之父
- 祝子…兒玉真菜→西田光：時宗之妻，後稱為覺山尼
- 覺山尼&旁白…十朱幸代：祝子在時宗死後、出家為尼
- 北條貞時…金子雄→小池城太朗→佐保祐樹：時宗之息子，後為第9代執權。
- 祥子…黑川芽以→友坂理惠：時輔之妻
- 讚岐局…篠原涼子：時賴的側室，時輔之母
- 松下禪尼…富司純子：時宗的祖母
- 安達義景…小野武彥：泰盛之父。
- 安達泰盛…柳葉敏郎：松下禪尼之甥，祝子之兄
- 梨子…牧瀨里穗：安達泰盛之妻
- 安達時盛…又野彰夫：泰盛之弟
- 安達盛宗…平沼紀久：泰盛之子
- 北條宗政…松川真之介→川原一馬→比留間由哲：時宗之弟
- 北條實時…池畑慎之介：金澤流北條家之主
- 北條顯時…山口馬木也：実時之子
- 北條重時…平幹二朗：極樂寺流北條家之主，長時之父
- 北條時茂…羽賀研二：重時之子，六波羅探題北方
- 北條長時…川崎麻世：鎌倉幕府第6代執權
- 北條義宗…宮迫博之：長時之子，六波羅探題北方
- 北條義政…渡邊徹：長時之弟，幕府連署
- 北條時廣…石橋蓮司：佐介流北條氏之主
- 北條政村…伊東四朗：鎌倉幕府第7代執權，連署
- 北條高時…淺利陽介：時宗之孫，後來的第14代執權。
- 平賴綱…北村一輝：内管領（元本被設定為出身不明的暗殺者）
- 禎子…寺島忍：平賴綱之妻
- 九條賴經…宇梶剛士：鎌倉幕府第4代將軍
- 九條賴嗣…伊山伸洋→土倉有貴：鎌倉幕府第5代將軍
- 宗尊親王…相瀨龍史→吹越滿：鎌倉幕府第6代將軍
- 惟康親王…小阪風真→山內翼→藤沼豐：鎌倉幕府第7代將軍
- 足利泰氏…西岡德馬：足利家之主
- 桔梗…原田美枝子：足利泰氏的前妻
- 足利賴氏…厚木拓郎→安藤一平→尾美利德：泰氏の子
- 足利家時…內山昂輝→俊藤光利：賴氏之子
- 足利尊氏…三觜要介：家時の孫。後の室町幕府初代將軍
- 高師氏…江原真二郎：足利家家臣
- 上杉重房…大森啓嗣朗：足利家家臣
- 三浦光村…遠藤憲一：御家人
- 三浦泰村…津嘉山正種：御家人
- 北條時章…白龍：名越流北條家之主
- 諏訪盛重…上杉陽一：北條得宗家家臣
- 無學祖元…筒井康隆：圓覺寺開祖
- 後嵯峨上皇…木之內賴仁：第88代天皇
- 龜山天皇…松田洋治：第90代天皇
- 一條實經…井上順：攝政・關白
- 西園寺實氏…大木實：太政大臣
- 鷹司基忠…三浦諭：太政大臣
- 二條良實…谷本一：關白
- 近衛基平…宮內敦士：關白
- 菅原長成…齊川一夫：公卿
- 藤原基家…中山克巳：内大臣
- 中御門實隆…吉田徹太：公卿
- 忽必烈…巴森：蒙古帝國第5代皇帝，元朝初代皇帝
- 赵良弼…修宗迪：元朝派往日本的使臣
- 蒙哥…德力格尔(デルゲル)：忽必烈之兄，蒙古帝國第4代皇帝
- 察必…旭仁花：忽必烈的皇后
- 真金…阿云嘎：忽必烈册立的太子
- 阿合馬…阿布力米提（アブリミティ・イズマイル）：忽必烈的宰相
- 姚枢…苏雅拉达赖：忽必烈的谋臣
- 馬可・波羅…Dario Ponissi(ダリオ・ポニッスィ)：威尼斯商人
- 杜世忠…李琰：元朝派往日本的使臣
- 忻都…修健：文永・弘安之役元軍统帅
- 洪茶丘…翁華榮：文永・弘安之役元軍副统帅、高麗人
- 金方慶…戴書華：文永・弘安之役高麗軍统帅、高麗人
- 劉復亨…薄宏
- 竹崎季長…氏木毅：九州的御家人
- 菊池武房…小西博之：九州的御家人
- 大友賴泰…飯島大介：九州的御家人
- 島津久經…大木聰：九州的御家人
- 河野通有…奈佐健臣：九州的御家人
- 少貳資能…野口貴史：鎮西奉行
- 少貳景資…川野太郎：資能之子
- 佐志房…藤龍也：水軍松浦黨的武士
- 桐子…磯部詩織→邑野未亞→木村佳乃：佐志房的養女，足利家一族
- 日蓮…奥田瑛二：日蓮宗開祖
- 日昭…高橋伸：日蓮宗之僧
- 日朗…二見史龍→木村貴登→安達大介：日蓮宗之僧
- 謝太郎…松重豐：謝國明之子，商人
- 謝國明…北大路欣也：博多的商人
- 蓮華…神田宇乃：謝國明店裡的女子
- 潘阜…錦野旦：元使者、高麗人
- 蒲寿庚…泰瑞（タイルイ[1]）：南宋官员、泉州商人

## 放送日程
| 第1回                                                    | 1月7日   |  | 吉村芳之   |
| 第2回                                                    | 1月14日  |  | 吉村芳之   |
| 第3回                                                    | 1月21日  |  | 吉村芳之   |
| 第4回                                                    | 1月28日  |  | 吉村芳之   |
| 第5回                                                    | 2月4日   |  | 吉川邦夫   |
| 第6回                                                    | 2月11日  |  | 吉川邦夫   |
| 第7回                                                    | 2月18日  |  | 吉川邦夫   |
| 第8回                                                    | 2月25日  |  | 吉村芳之   |
| 第9回                                                    | 3月4日   |  | 吉村芳之   |
| 第10回                                                   | 3月11日  |  | 吉村芳之   |
| 第11回                                                   | 3月18日  |  | 吉川邦夫   |
| 第12回                                                   | 3月25日  |  | 吉川邦夫   |
| 第13回                                                   | 4月1日   |  | 吉村芳之   |
| 第14回                                                   | 4月8日   |  | 吉村芳之   |
| 第15回                                                   | 4月15日  |  | 渡邊良雄   |
| 第16回                                                   | 4月22日  |  | 渡邊良雄   |
| 第17回                                                   | 4月29日  |  | 古川邦夫   |
| 第18回                                                   | 5月6日   |  | 古川邦夫   |
| 第19回                                                   | 5月13日  |  | 城谷厚司   |
| 第20回                                                   | 5月20日  |  | 城谷厚司   |
| 第21回                                                   | 5月27日  |  | 吉川邦夫   |
| 第22回                                                   | 6月3日   |  | 吉村芳之   |
| 第23回                                                   | 6月10日  |  | 吉田浩樹   |
| 第24回                                                   | 6月17日  |  | 吉村芳之   |
| 第25回                                                   | 6月24日  |  | 城谷厚司   |
| 第26回                                                   | 7月1日   |  | 吉田浩樹   |
| 第27回                                                   | 7月8日   |  | 吉村芳之   |
| 第28回                                                   | 7月15日  |  | 吉村芳之   |
| 第29回                                                   | 7月22日  |  | 吉村芳之   |
| 第30回                                                   | 7月29日  |  | 城谷厚司   |
| 第31回                                                   | 8月5日   |  | 城谷厚司   |
| 第32回                                                   | 8月12日  |  | 真鍋齋     |
| 第33回                                                   | 8月19日  |  | 真鍋齋     |
| 第34回                                                   | 8月26日  |  | 吉村芳之   |
| 第35回                                                   | 9月2日   |  | 吉村芳之   |
| 第36回                                                   | 9月9日   |  | 真鍋齋     |
| 第37回                                                   | 9月16日  |  | 吉村芳之   |
| 第38回                                                   | 9月23日  |  | 城谷厚司   |
| 第39回                                                   | 9月30日  |  | 城谷厚司   |
| 第40回                                                   | 10月7日  |  | 吉田浩樹   |
| 第41回                                                   | 10月14日 |  | 吉村芳之   |
| 第42回                                                   | 10月21日 |  | 真鍋齋     |
| 第43回                                                   | 10月28日 |  | 松浦善之助 |
| 第44回                                                   | 11月4日  |  | 勝田夏子   |
| 第45回                                                   | 11月11日 |  | 吉村芳之   |
| 第46回                                                   | 11月18日 |  | 吉村芳之   |
| 第47回                                                   | 11月25日 |  | 勝田夏子   |
| 第48回                                                   | 12月2日  |  | 吉村芳之   |
| 最終回                                                   | 12月9日  |  | 吉村芳之   |
| 平均收視率 18.5%（收視率由関東地区・Video Research調查） |          |  |            |